# 九乘九文具專家
九乘九文具股份有限公司（英語：9X9 Stationery PRO CO., LTD.，通稱：九乘九文具專家），為台灣一間專營文具的連鎖專賣店品牌，由商祐彰、林嘉慧夫婦於1996年11月23日於高雄創立第一家門市。
『用心就是專業』為九乘九文具專家的最高服務原則，長久以來，本著以客為尊的服務精神及對文具專業的堅持，成功改變消費者對「文具」的印象，將文具融入為生活的一部分。

## 沿革
- 1996年11月23日，高雄創立第一家門市。
- 1999年6月6日，高雄博愛店開幕。
- 2001年4月7日，高雄五甲店開幕。
- 2002年9月9日，高雄中山店開幕，店內坪數為全台門市之冠，為九乘九文具專家的旗鑑店。
- 2004年1月3日，永和頂溪店開幕，為新北市第一間門市。
- 2005年5月29日，高雄大昌店開幕。
- 2007年4月28日，高雄自由店開幕。
- 2007年11月成立九乘九購物網【www.9x9.tw】。
- 2009年12月26日，台南成大店開幕，為台南第一間門市。
- 2010年10月16日，高雄明倫店開幕。
- 2011年11月19日，台中文心店開幕，為台中第一間門市。
- 2012年6月23日，花蓮中山店開幕，為九乘九文具專家門市跨足東部的第一間實體店面。
- 2012年9月23日，台中公益店開幕。
- 2014年8月16日，台南西門店開幕。
- 2015年8月15日，高雄夢時代店開幕。
- 2016年8月20日，新竹經國店開幕，為九乘九文具專家門市跨足新竹的第一間實體店面。
- 2017年2月11日，板橋中山店開幕。
- 2018年11月17日，屏東民生店開幕。
- 2019年7月13日，永和中正店開幕。
- 2019年榮獲勞動部勞動力發展署人力發展品質管理系統（TTQS）企業機構版銅牌獎。
- 2020年10月24日，台北寧夏店開幕。
- 2021年11月20日，台南中華店開幕。
- 2022年08月06日，高雄二聖店開幕。
- 2022年榮獲勞動部勞動力發展署人力發展品質管理系統（TTQS）企業機構版銅牌獎。
- 2023年2月11日，新莊中平店開幕。
- 2023年9月9日，桃園永安店開幕。
- 2023年榮獲第20屆國家品牌玉山獎「最佳人氣品牌」。
- 2024年9月15日，台南西門店結束營業。
- 2024年10月12日，竹北三民店開幕。
- 2024年10月19日，高雄光華店開幕。
- 2025年3月15日，台南健康店開幕。
- 2025年8月9日，三重正義店開幕。

## 分店
| 縣市   | 鄉鎮   | 分店       |
| 台北市 | 大同區 | 台北寧夏店 |
| 新北市 | 永和區 | 永和頂溪店 |
| 新北市 | 板橋區 | 板橋中山店 |
| 新北市 | 三重區 | 三重正義店 |
| 新北市 | 永和區 | 永和中正店 |
| 新北市 | 新莊區 | 新莊中平店 |
| 花蓮縣 | 花蓮市 | 花蓮中山店 |
| 桃園市 | 桃園區 | 桃園永安店 |
| 新竹市 | 東區   | 新竹經國店 |
| 新竹縣 | 竹北市 | 竹北三民店 |
| 台中市 | 西屯區 | 台中文心店 |
| 台中市 | 西屯區 | 台中公益店 |
| 台南市 | 東區   | 台南成大店 |
| 台南市 | 東區   | 台南中華店 |
| 台南市 | 南區   | 台南健康店 |
| 高雄市 | 三民區 | 高雄博愛店 |
| 高雄市 | 鳳山區 | 高雄五甲店 |
| 高雄市 | 新興區 | 高雄中山店 |
| 高雄市 | 三民區 | 高雄大昌店 |
| 高雄市 | 左營區 | 高雄自由店 |
| 高雄市 | 鼓山區 | 高雄明倫店 |
| 高雄市 | 苓雅區 | 高雄光華店 |
| 高雄市 | 苓雅區 | 高雄二聖店 |
| 屏東縣 | 屏東市 | 屏東民生店 |

## 外部連結
- 九乘九文具專家官網（页面存档备份，存于）（繁體中文）
- 九乘九購物網（页面存档备份，存于）（繁體中文）
- 九乘九購物國際站 （页面存档备份，存于）（繁體中文）
- 台灣公司資料 （页面存档备份，存于）
- 九乘九文具專家  LINE 官方帳號 （页面存档备份，存于）
- 九乘九購物網 APP(Android版) （页面存档备份，存于）
- 九乘九購物網 APP(ios版) （页面存档备份，存于）
- 九乘九文具專家的Facebook專頁
- 九乘九文具專家的Instagram帳戶
- YouTube上的九乘九文具專家頻道